# 中上晶子

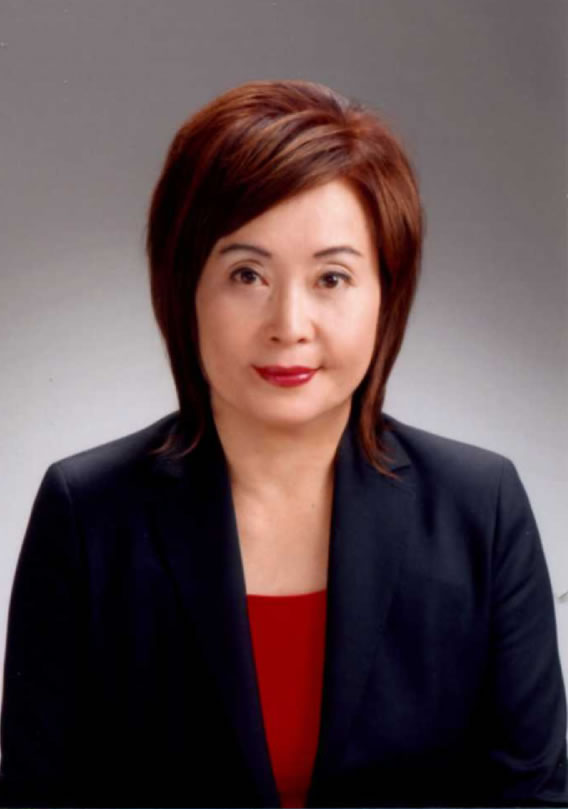
中上晶子（2009年7月15日）

中上 晶子（なかがみ あきこ）は、日本の起業家（前ハッピープリント代表）、精神医学研究家（家族療法家）、カウンセラー。2009年4月より首都大学東京国際センター事務長に就任。首都大学東京の国際展開推進に向けて活動を行っている。

## 経歴

### 精神医学研究家として
家族療法家（ファミリーセラピスト）認知行動療法によるカウンセリングが専門で、主に子供や女性の問題を受け付ける。アメリカ合衆国で家族療法を学び、アメリカ航空宇宙局（NASA）でインターンシップを受けた後、ニューヨークのメンタルヘルスクリニックの専属セラピストとして幅広く家族問題に携わる。現アメリカ家族療法学会会員。
2008年11月に、家族療法の専門書「こころのプレリュード～家族療法チェックリスト・マニュアル」（駿河台出版社）を出版。都立高校教師や企業（サントリー株式会社）の従業員教育に携わった経験を活かしたアドバイスを行っている。津田塾大学卒業後、アメリカ合衆国・ヒューストン大学大学院（ＵＨＣＬ）人間科学科家族療法修士取得（1990年）。

### 起業家として
大阪府立茨木高等学校を経て、津田塾大学英文科を卒業後、サントリー・人材開発部研修課社内教育に従事、都立高校にて英語教育に携わった後、1987年に渡米した。
1990年にヒューストン大学院（UH-CL）人間科学科家族療法修士取得、ヒューストンサミット通訳、米メンタルヘルス会社専属セラピストを経て、1993年に東京都渋谷区原宿で会社を起業（初代会長は一橋大学名誉教授南博）。
その後は東京大学講師、東京地方裁判所調停委員、宇宙航空研究開発機構参事を歴任した。株式会社ハッピープリント代表取締役。Forbes日本版「日本の起業家50人」「日本の女性起業家50人」に選ばれ、経済同友会、東京商工会議所など経済界及び家族療法家として活動している。
現在は株式会社ハッピープリント代表取締役を退任。2009年4月より首都大学東京・国際センター事務室事務長に就任。首都大学東京の協定校の増進等、大学の国際展開に向けて活動を行っている。

## 著書
書籍
- 「こころのプレリュード」（駿河台出版社）
- 「中上晶子の経営談話」（PHP研究所）